# Grumman Gulfstream I
Grumman Gulfstream I (định danh của hãng chế tạo G-159) là một loại máy bay thương mại hai động cơ phản lực. Bay lần đầu ngày 14 tháng 8 năm 1958.

## Biến thể

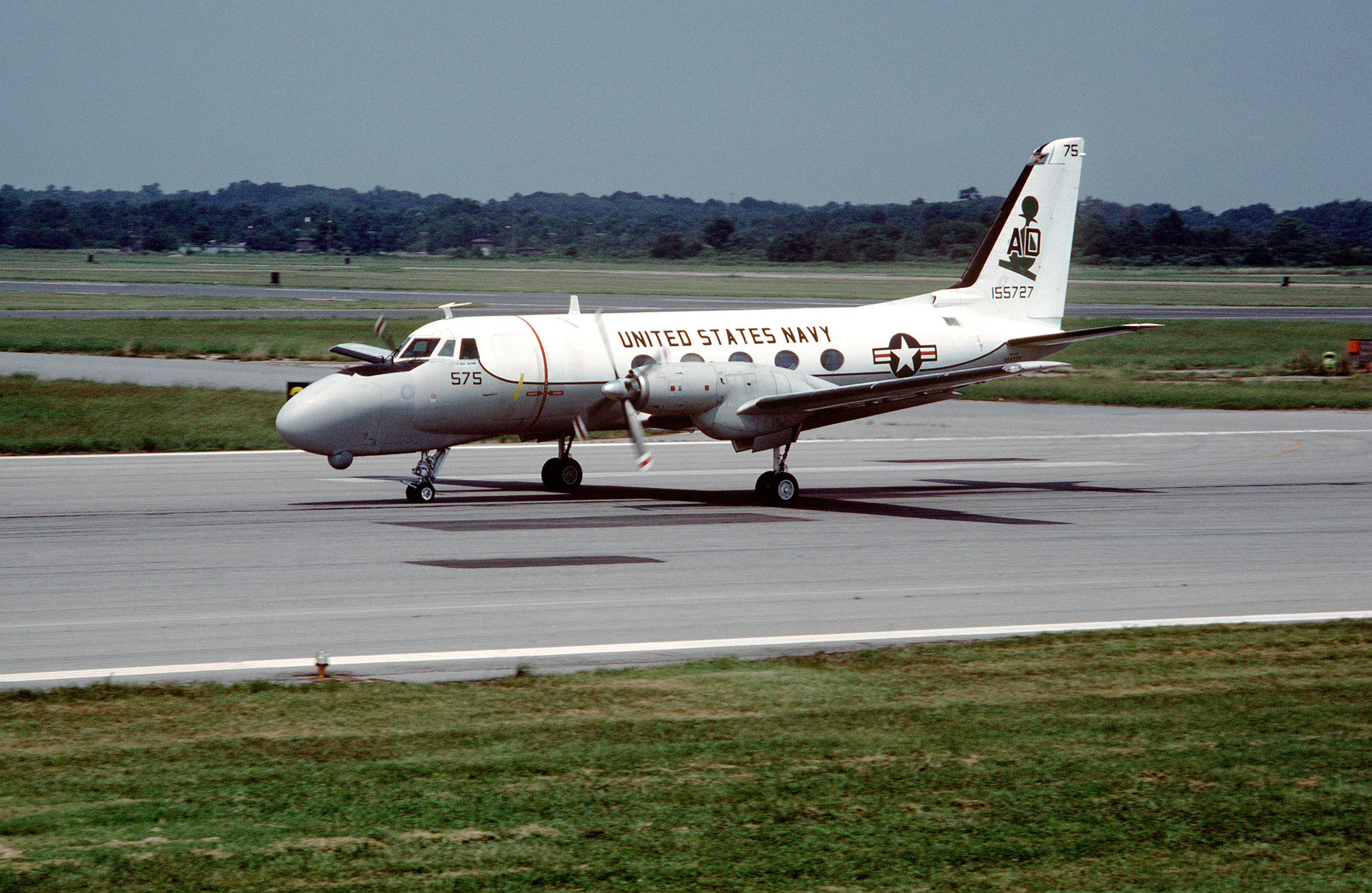
TC-4C Academecủa hải quân Hoa Kỳ, thuộc phi đoan cường kích VA-42 đóng tại NAS Oceana, 1989.

G-159 Gulfstream I
G-159C Gulfstream I-C
VC-4A
TC-4B
TC-4C Academe

## Quốc gia sử dụng

### Dân sự

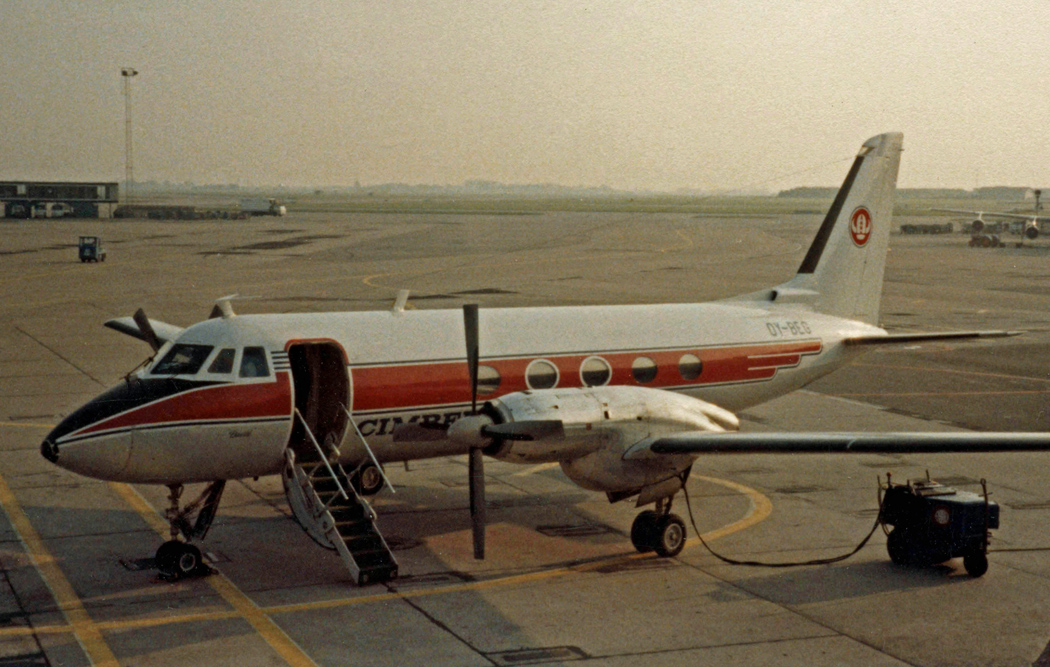
Gulfstream 1 thuộc Cimber Air tại sân bay Copenhagen năm 1981

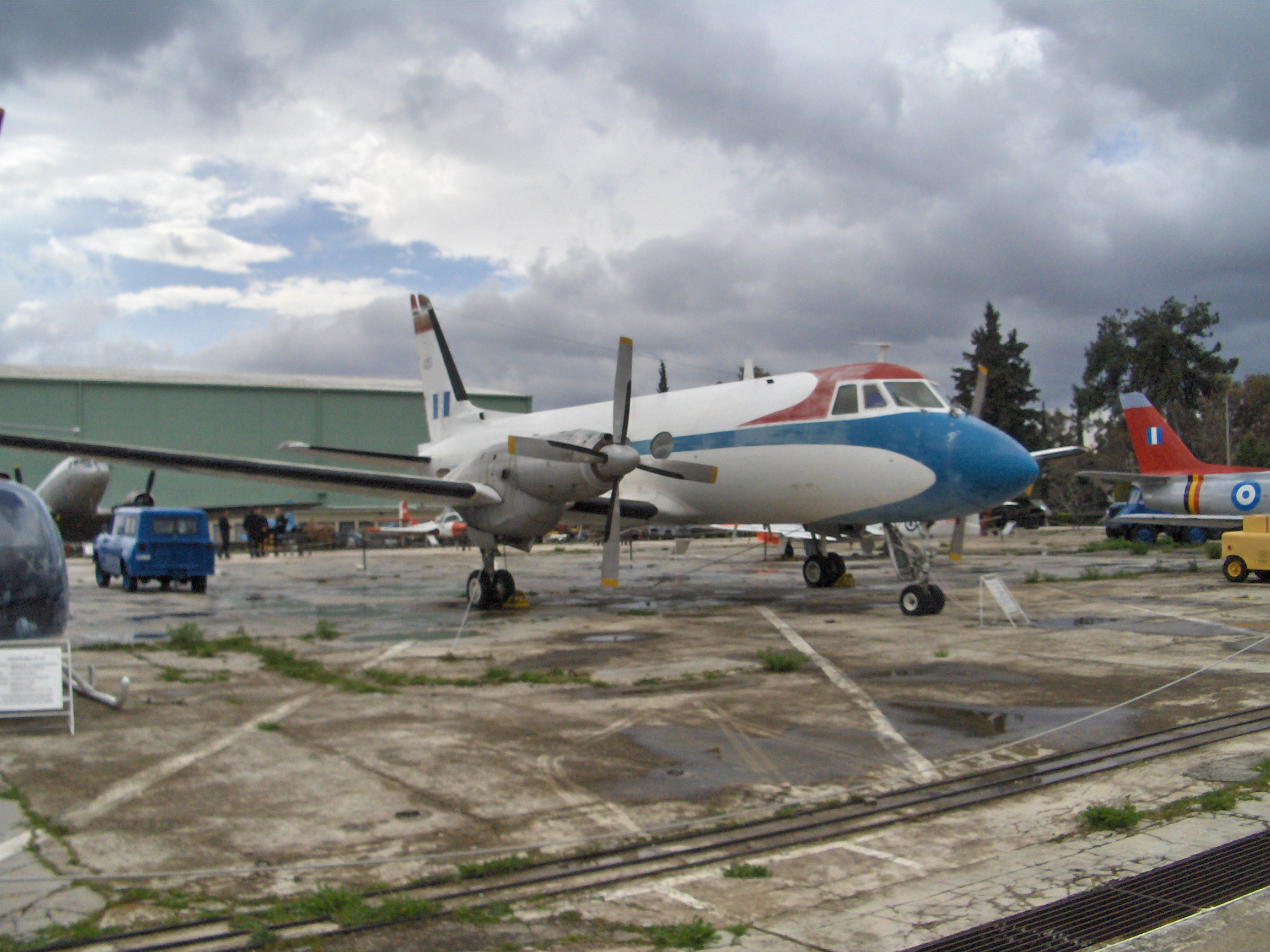
G-159 tại bảo tàng không quân Hy Lạp ở Dekelia (Tatoi), Athens

Canada
- Propair
- Ptarmigan Airways

 Đan Mạch
- Cimber Air

 Pháp
- Air Provence

 Gabon
- Gabon Express

 Israel
- Aeroel Airways

 Kenya
- East African Safari Air
- Kenya Flamingo Airways

 Tây Ban Nha
- Seven Air

 Anh Quốc
- Aberdeen Airways
- Birmingham European Airways
- Birmingham Executive Airways
- British Airways

 Hoa Kỳ
- Air North
- Air US
- Bonanza Air Lines
- Chaparral Airlines
- NASA
- Phoenix Air
- Royale Airlines
- Southeast Airlines

### Quân sự
Hy Lạp
- Không quân Hy Lạp

 Hoa Kỳ
- Lục quân Hoa Kỳ
- Bảo vệ Bờ biển Hoa Kỳ
- Hải quân Hoa Kỳ

## Tính năng kỹ chiến thuật

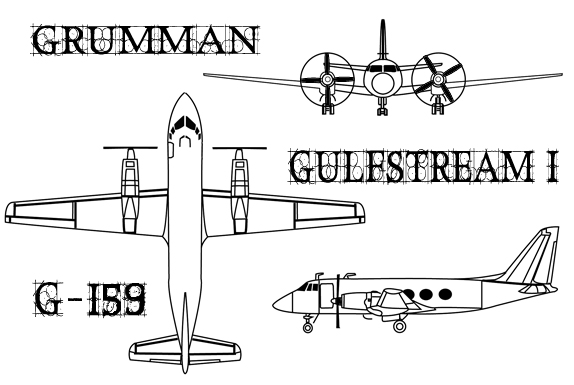
Grumman Gulfstream I

Dữ liệu lấy từ Jane's All The World's Aircraft 1965-66 
Đặc tính tổng quát
- Kíp lái: 2
- Sức chứa: 10–24 hành khách
- Chiều dài: 63 ft 9 in (19,43 m)
- Sải cánh: 78 ft 6 in (23,93 m)
- Chiều cao: 22 ft 9 in (6,93 m)
- Diện tích cánh: 610,3 foot vuông (56,70 m2)
- Trọng lượng rỗng: 21.900 lb (9.934 kg)
- Trọng lượng cất cánh tối đa: 35.100 lb (15.921 kg)
- Động cơ: 2 × Rolls-Royce Dart 529 kiểu turboprop, 2.190 shp (1.630 kW)  mỗi chiếc

Hiệu suất bay
- Vận tốc hành trình: 348 mph (302 kn; 560 km/h) (vận tốc hành trình lớn nhất, ở độ cao 25.000 ft (7.600 m)
- Tầm bay: 2.540 mi (2.207 nmi; 4.088 km)
- Trần bay: 33.600 ft (10.241 m)
- Vận tốc lên cao: 1.900 ft/min (9,7 m/s)